# جيمي ميلن
جيمي ميلن (بالإنجليزية: Jimmy Milne)‏ (24 يناير 1911 في المملكة المتحدة - 13 ديسمبر 1997) هو مدرب كرة قدم ولاعب كرة قدم بريطاني في مركز الوسط. لعب مع بريستون نورث إيند وويغان أتلتيك.

## وصلات خارجية
- جيمي ميلن على موقع قاعدة بيانات كرة القدم.إي يو (الإنجليزية)
- جيمي ميلن على موقع عالم كرة القدم.نت (الإنجليزية)